# معاد (جبل لبنان)
معاد هي إحدى القرى اللبنانية من قرى قضاء جبيل في محافظة جبل لبنان. تقع في الجهة الشمالية من قضاء جبيل وهي تبعد 60 كلم عن بيروت و15 كلم عن قلعة جبيل وترتفع 500م عن سطح البحر.